# The Bling Lagosians
The Bling Lagosians es una película dramática nigeriana de 2019, escrita por Anthony Kehinde Joseph y dirigida y coproducida por Bolanle Austen-Peters. Se estrenó el 16 de junio de 2019 en Lagos. Está protagonizada por Bunmi Aboderin, Toyin Abraham, Tana Adelana, Osas Ighodaro, Alexx Ekubo, Ayoola Ayolola y Jide Kosoko.

## Sinopsis
Los Holloways son una familia adinerada nigeriana, cuya matriarca, Mopelola, está a punto de celebrar su fiesta de cumpleaños número 51. Sin embargo los miembros de la familia están envueltos en disputas y peleas individuales, mientras el negocio familiar está por ser embargado por Asset Management Corporation.

## Elenco
- Osas Ighodaro Ajibade como Demidun
- Sharon Ooja como Tokunbo
- Jimmy Odukoya como George
- Gbenga Titiloye como Akin Holloway
- Elvina Ibru como Mopelola Holloway
- Alexx Ekubo como Nnamdi Agu
- Jide Kosoko como Baba Eko
- Winihin Jemede como Oge Briggs
- Toyin Abraham como Adunni Fernandez alias Iya Oge

## Premios y nominaciones
| Año  | Premios                  | Categoría                            | Nominado                  | Resultado | Ref.   |
| ---- | ------------------------ | ------------------------------------ | ------------------------- | --------- | ------ |
| 2020 | Best of Nollywood Awards | Película con la mejor cinematografía | The Bling Lagosians       | Ganador   | [ 9 ]  |
| 2020 | Best of Nollywood Awards | Mejor actor de reparto: inglés       | Alexx Ekubo               | Ganador   | [ 10 ] |
| 2020 | Best of Nollywood Awards | Mejor actriz de reparto - Inglés     | Sharon Ooja               | Nominada  | [ 10 ] |
| 2020 | Best of Nollywood Awards | Actor más prometedor                 | Denola Grey               | Ganador   | [ 10 ] |
| 2020 | Best of Nollywood Awards | Película con el mejor guion          | The Bling Lagosians       | Nominado  | [ 10 ] |
| 2020 | Best of Nollywood Awards | Mejor beso en una película           | Alexx Ekubo / Sharon Ooja | Nominado  | [ 10 ] |
| 2020 | Best of Nollywood Awards | Película con la mejor comedia        | The Bling Lagosians       | Nominado  | [ 10 ] |